# Енциклопедія Республіки Хакасія
Енциклопедія Республіки Хакасія — універсальне довідково-енциклопедичне видання в 2 томах, яка висвітлює історію Хакасії, її тваринний і рослинний світ, географію і геологію, промисловість, економіку і науку, біографії відомих людей.

## Історія
Замовник — Міністерство освіти і науки Республіки Хакасія. Над енциклопедією працювали майже 500 авторів. З бюджету на ці цілі виділено 5 млн руб.
Також ведеться робота над новим виданням енциклопедії Хакасії. Ініціатива належить Раді старійшин хакаського народу.

## Зміст енциклопедії
Енциклопедія містить більше п'яти тисяч статей. Енциклопедія ілюстрована малюнками і фотографіями, в тому числі кольоровими.